# Association Bourbaki
Pour les articles homonymes, voir Bourbaki.
Ne doit pas être confondue avec l'Association des collaborateurs de Nicolas Bourbaki et le Bourbakisme.
Football Association Bourbaki dit (FAB), ancien club omnisports devenu uniquement club de football basé à Pau (Pyrénées-Atlantiques), voit le jour en 1888 grâce à l'initiative de l'abbé Lafourcade, vicaire à la paroisse Saint-Jacques, sous le nom de Patronage Saint-Joseph.
Fédérant divers cercles catholiques de la ville autour de la pratique sportive et de la promotion culturelle, le patronage élit domicile en 1896 dans son siège historique au 8 rue Bourbaki à Pau. Les différentes sections de l'association portent le nom de Charles Denis Bourbaki, général originaire de la ville et célèbre pour avoir commandé l'armée de l'Est lors de la guerre de 1870.
Doyen des clubs sportifs béarnais encore en activité, l'Association Bourbaki avait à l'origine pour vocation la prise en charge des enfants des écoles laïques.
Pendant longtemps, le club entretient une rivalité sportive avec la Section paloise omnisports, un club de tradition laïque, jusqu'à la Libération.
Aujourd'hui, le club se distingue notamment par sa section football et est propriétaire de ses installations.

## Histoire

### Patronage de la paroisse Saint-Jacques
Dès 1873, des disciples palois d'Albert de Mun fondent dans la capitale béarnaise un cercle catholique d'ouvriers. Ce cercle, animé par un vicaire de Saint-Jacques, est le sujet de polémiques nombreuses entre le Le Patriote des Pyrénées et L'Indépendant des Basses-Pyrénées.
En 1888, l'abbé Lafourcade, vicaire de la paroisse Saint-Jacques, fonde le Patronage Saint-Jacques, qui rassemble plusieurs de ces cercles catholiques de la ville autour de la pratique de sports et la promotion de la culture,,. Le patronage, sous le nom de Patronage Saint-Joseph, s'oriente originellement vers la prise en charge des enfants des écoles laïques,,. L'abbé Lafourcade souhaite exercer sur les enfants "une influence morale salutaire".

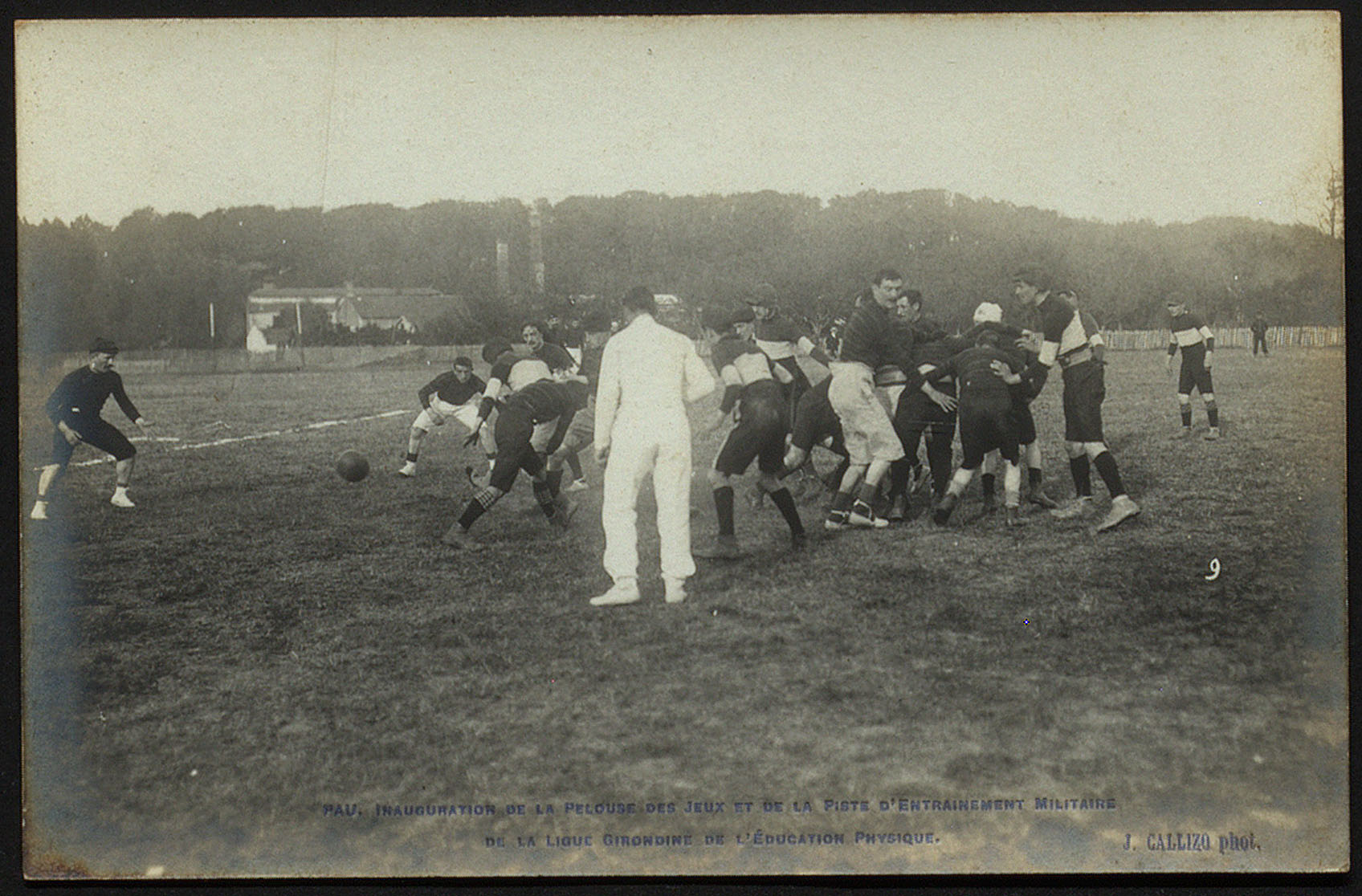
Inauguration Champ Bourda

L'association Bourbaki est donc le doyen des clubs sportifs béarnais encore en activité.
Les débuts modestes et nomades du patronage sont sans doute la raison de l'adoption du surnom Kroumirs, du nom de la tribu nomade combattue lors de la conquête de la Tunisie.

### Association Bourbaki
En 1896, le directeur du patronage obtient du comité du cercle catholique, alors installé rue de Ségure, l’autorisation de laisser évoluer les jeunes du patronage au Terrain Coudères.
Puis, rapidement, la vie de cette petite société s’organisa au no 8 rue Bourbaki. Ainsi, le patronage de la paroisse Saint-Jacques devient officiellement l'Association Bourbaki en 1903, après l'autorisation accordée par la veuve du général. Les couleurs adoptées sont le Mauve et le Blanc, et le patronage s'illustre au départ avec sa section Gymnastique.
Les débuts du patronage sont difficiles, sans infrastructures sportives dédiées. Le patronage évolue dans plusieurs stades, dont le Champ Bourda. Ces débuts modestes sont sans doute la raison de l'adoption du surnom Kroumirs, du nom de la féroce tribu nomade combattue lors de la conquête de la Tunisie.
La pratique du football débute au sein du patronage en 1904, grâce à un joueur des « Coq rouge » de Bordeaux au terrain Coudères. En effet, un bordelais du nom de Bruzeaud, membre du 18e RI, contribue à la création de la section football.
La section football, nommée Football-Association Bourbaki, devient rapidement l'un des patronages les plus importants de l'Union Pyrénéenne et restera le club majeur du football palois jusqu'à la Libération.
Le 7 décembre 1906 l'association dépose ses statuts.
L'adhésion de l'Association Bourbaki à la Fédération gymnastique et sportive des patronages de France est validé en comité central par Paul Michaux et Charles Simon le 9 avril 1907. Deux ans plus tard, Paul Michaux est reçu au siège du patronage par l'abbé Bésiade.
En football, le premier tout premier match de championnat disputé par le club est le match inaugural de Championnat de l'Union Pyrénéenne FGSPF face à l'Avenir Salisien.
À la fin des années 1930, Bourbaki est une institution incontournable de la vie paloise.

### Union Pyrénéenne et rivalité naissante avec l'Arin Luzien
À partir de 1910, le FA Bourbaki, section football de l'Association Bourbaki, continue son travail de propagande et dispute des matches face à formations régionales, telles que l'International Club de Bayonne composé de joueurs basco-espagnols, l'Étoile Sportive Montoise ou le Club Olympique Tarbais. Bourbaki affronte également les clubs locaux, comme la Vaillante de Gelos. À l'inverse, les rivaux de la JAB de Pau s'orientent déjà vers la formation des jeunes joueurs.
Les patronages locaux restent cependant multisports, alternant entre l'athlétisme en hiver et les deux codes de football.
Le premier Championnat d'Association de l'Union Pyrénéenne est organisé en 1911 par l'Union Régionale Pyrénéenne, organe local de la Fédération gymnastique et sportive des patronages de France (FGSPF), créé à Bayonne le 11 mai 1910,.
L'Union Pyrénéenne s'organise en deux groupes. Le Groupe A, regroupe les provinces basques du Labourd et de la Soule, à l'exception de la Basse-Navarre. Le Groupe B englobe l'intégralité du Béarn, ainsi que la Basse-Navarre. L'Union Pyrénéenne identifie une liste de patronages à solliciter dans l'optique d'une affiliation à l’Union.
Dix patronages participent à cette édition originale constituée de deux poules régionales, qui voyait s'affronter en finale les vainqueurs de chaque groupe, la finale étant remportée par l'Arin Sporting-Club Luzien face au FA Bourbaki.
Dans le groupe B (Béarn), c'est le FA Bourbaki qui l'emportait face à l'Alerte béarnaise, ou patronage de Ségure, patronage du lycée qui sera rebaptisé Louis-Barthou, l'Elan Béarnais, la Vaillante de Gelos et l'Avenir salisien,.
L'Arin avait remporté le groupe A (Pays basque & Landes), composé de l'Arin Sporting-Club Luzien, la Jeanne d'Arc de Biarritz, les Bleuets d'Hendaye, l'AS Les Chérubinots de Bayonne, la Vigilante et de l'Elan Boucalais,.
La finale s'est tenue le 12 mars 1911 sur le terrain du Herré devant 400 personnes à Salies-de-Béarn, ville située à équidistance du Pays basque et de la capitale béarnaise. L'arrivée tardive de L'Arin est à l'origine du coup d'envoi retardé, et les Luziens s'imposent sur le score de 2 à 1 (buts de Pouchoulou et Lacarra, contre un de Péninou), alors que l'arbitrage de M. Harismendy, originaire de Bayonne, est décrié.
L'Arin refuse toutefois de participer aux compétitions nationales, bien que la raison en reste inconnue. L'équipe de l'Union Jurançonnaise rejoint le championnat à partir de 1912, remporté par les Bleuets d'Hendaye, qui s'imposent également l'année suivante en 1913, battant Bourbaki en finale,,.
L'Association Bourbaki cherche à progresser et affronter des équipes réputées, et invite ainsi le Championnet Sports à disputer une rencontre amicale au Champ Coudères, futur stade Bourbaki. Bourbaki est désormais reconnu comme l'une des équipes les plus en vue de la région.
En 1914, Bourbaki est déjà le champion du football dans la région paloise et compte 5 équipes.

### Première Guerre mondiale
La Première Guerre mondiale porte un sévère coup d'arrêt aux activités du patronage, celui-ci perdant notamment son président Vincent Lapaillole et son capitaine, Regnault, tous deux membres du 18e régiment d'infanterie au champ d'honneur,. Le patronage paye un lourd tribut lors de la Première Guerre mondiale, puisque 52 de ces membres décèdent au combat.

Le 13 mars 1917, à l'occasion d'un match entre le Club Olympique Tarbais et le FA Bourbaki disputé au Stade de la Croix du Prince, le quotidien local L'Indépendant des Basses-Pyrénées, fondé par Émile Garet estime que ce match sera "une bonne démonstration de Football-Association, encore peu connu dans la région" et qualifie le football en ces termes, : 

« Le Football-Association n'a pas encore connu à Pau les honneurs de la popularité. Le jeu, quoique moins passionnant et moins ardent que celui de Rugby, n'en demeure pas moins un excellent entrainement physique, tout plein pour les connaisseurs de finesse et de combinaisons. »

Bourbaki accueille un second match amical de prestige au stade de la Croix du Prince face au patronage des Goélands de Biarritz, récents vainqueurs de la Coupe Joffre. Bourbaki remporte le Championnat d'Association de l'Union Pyrénéenne en 1917 et 1918, l'Arin Sporting-Club Luzien, ayant déclaré forfait.
Goal: Lille; Arrières: Irionde, Cazaux; Demis: Carrère, Vigié, Prat ; Avants Josué (cap), Labenne, Ransy Garat, Turon. Le gardien de but, Albert Lille, aura une très forte influence sur le football palois.
Le FA Bourbaki continue à disputer des matches amicaux, affrontant les Genêts d'Anglet, les Bon Gars de Bordeaux, Burdigala, le Stade Bordelais ou encore le Stade Tarbais,,,.
Émile Pasquignon Loubet organise à Oloron en 1919 sur le terrain de l'avenue de la gare, un match d'exhibition opposant le FA Bourbaki au Club français, des internationaux français Louis Mistral, Henri Viallemonteil, Glorieux, Mirwis et Margraff. Pasquignon Loubet, industriel d'Oloron et ancien joueur du Club français, prend à sa charge les frais d'organisation et consacre la recette aux mutilés de guerre du Haut-Béarn. En cours de match, Pasquignon Loubet remplace le jeune gardien Ferré de Bourbaki et encaisse 3 buts. Le Club français s'impose face aux jeunes joueurs du FA Bourbaki sur le score de 5 buts à 1. Émile Pasquignon Loubet est par ailleurs l'un des membres fondateurs de la Fédération française de natation.
Le match est filmé par la Maison Pathé, pour ce qui est probablement le plus vieux match de football filmé en Béarn.
Le district de Mont-de-Marsan est nommé District Landes-Pyrénées et sa création est annoncée dans les locaux de l'Étoile Sportive Montoise, alors le "porte-drapeau"  du football des Pays de l'Adour. La création d'un district d'Association est cependant perçue comme "courageuse" dans une terre dominée par les clubs de rugby locaux:  Stadoceste Tarbais, Section Paloise, Aviron bayonnais ou US Dax. Le premier club béarnais à s'affilier à la Ligue du Sud-Ouest est la Vaillante de Gelos le 14 septembre 1921. Le FA Bourbaki et l'Arin Luzien restent les deux patros majeurs du département et entretiennent une rivalité naissante.

### Les années folles, le patro majeur du Béarn
La création d'une coupe regroupant quelques clubs du Sud Ouest, avec des clubs du Pays basque espagnol et d'Aragon est envisagée, puis abandonnée en raison de couts trop importants. Les discussions sont menées dans le cadre de l'Union Pyrénéenne, avec le Racing Club de Irún, le Club sportif Fortuna et le FC Huesca.
Au début des années folles, en 1923, Bourbaki acquiert le champ Ladevèze, qui devient alors le stade Bourbaki. L'association l'aménage avec de très belles installations sportives à la fin de la Belle Époque,. Le FA Bourbaki est le principal acteur de la promotion du football en Béarn, premier club de la ville de Pau à adhérer à la Ligue du Sud-Ouest le 27 février 1924.
Le football gagne en légitimité dans la région, si bien que les rivaux laïcs de la Section Paloise envisagent la possibilité de créer une équipe de football-association en 1924.
Bourbaki cimente as réputation de porte-drapeau du football béarnais, et remporte 3 fois de suite le Championnat d'Association de l'Union Pyrénéenne en 1923, 1924 et 1925,.
Le Football-Association Bourbaki  est le premier club situé sur le territoire administratif de la ville de Pau à adhérer au district le 27 février 1924, statut qui permettra à ce club d'être la puissance majeure du football palois jusque dans les années 1950. La JAB de Pau rejoint également le District le 15 octobre 1926.
Bourbaki est de nouveau champion du District Landes-Pyrénées en 1928. La section pelote basque inaugure son fronton en 1929.
Sous la férule du directeur Albert Lille, le patro béarnais se structure et acquiert une envergure nationale.
Bourbaki, se sentant quelque peu à l'étroit dans le football béarnais, dispute des matches face à des équipes espagnoles, telles que le Deportivo Jaca en 1929 au Stade Bourbaki,. Le FA Bourbaki est de nouveau sacré champion de l'Union Pyrénéenne, à la suite d'un match nul sur le terrain des rivaux de Élan béarnais Orthez.

En 1930, le FA Bourbaki se rend à Huesca en train afin d'affronter le CD Huesca, club fondé en 1929 sous le nom de Club Deportivo Oscense. C'est toutefois l'Étoile Sportive montoise qui reste le standard du football dans les pays de l'Adour; Bourbaki butant contre les landais à de nombreuses reprises en Coupe de France des Patronages.

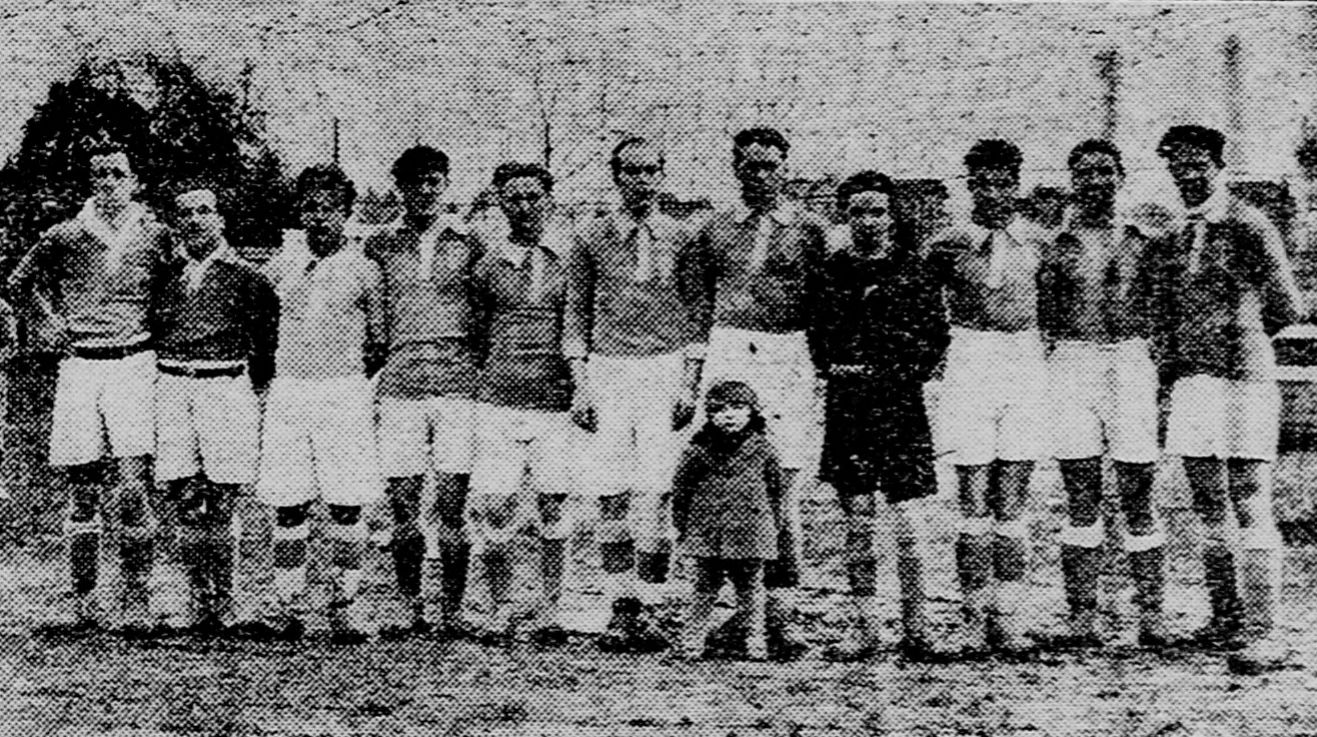
Association Bourbaki en 1931

Le FA Bourbaki obtient le titre de champion de l'Union Pyrénéenne en 1931, et fut le seul et unique club de la région paloise à participer à la première édition de la Coupe du Sud-Ouest en 1931,. Cette même année, Bourbaki s'incline en demi-finale de la Coupe des Patronages à Orléans, face à l'US Saint-Thomas d'Aquin du Havre, qui sera battu en finale. Le grand rival devient l'Élan béarnais Orthez.
Albert Lille est alors chroniqueur des matches du FA Bourbaki pour le quotidien local Le Patriote des Pyrénées.
En 1932, ce sont les rivaux de l'Élan béarnais Orthez qui atteignent la finale. Albert Lille quitte ses fonctions en 1932 au FA Bourbaki pour raisons de santé, après avoir fait du patro palois l'un des clubs phares du football gascon.
Au lendemain de la Première Guerre mondiale, Albert Lille rejoint ainsi l'ambitieux patronage des Bleuets de Notre-Dame, basé route de Buros, où il restera jusqu'en 1958.
La rivalité entre l'Elan et le FA Bourbaki est alors à son paroxysme.
Enfin, Ferrando est sélectionné en équipe d'Espagne militaire en 1933.

### Rugby à XIII au stade Bourbaki
En 1934, le patronage est décrit comme sur le point de se lancer dans le néo-rugby, le rugby à XIII, en accueillant en son sein les rugbymen dissidents de François Récaborde. La FFR intervient alors auprès de la FGSPF pour interdire l'utilisation du stade Bourbaki, y compris aux membre du patronage.
Pau XIII est finalement créé quelques mois plus tard. Bourbaki joue désormais en lever de rideau des treizistes, et bénéficie ainsi d'un public nombreux. Ainsi, lors de la victoire 6 à 2 face aux Chamois niortais en janvier 1935, le FA Bourbaki enregistre 3 000 spectateurs.
Le district des Pyrénées est créé le 22 février 1936 àa Pau.
Lors de l'édition de la Coupe de France de football 1935-1936, Bourbaki s'impose au second tour 5 à 2 face à l'AC Boulogne-sur-Gesse, mais perd le match sur tapis vert en raison d'une erreur administrative.
Le patronage d'Albert Lille compte alors 300 membres.

### Cinquantenaire

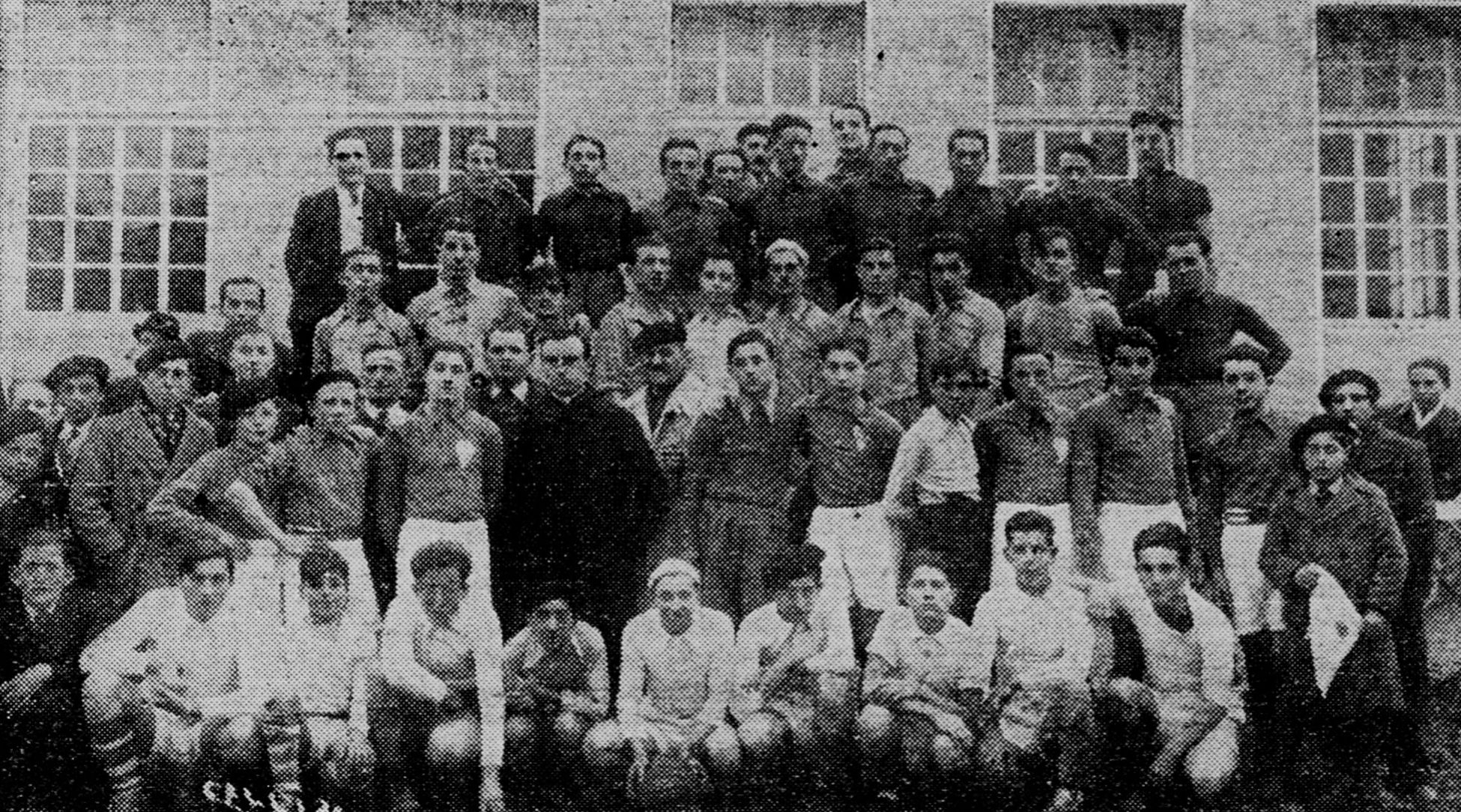
Cinquantenaire de l'Association Bourbaki en 1939

Bourbaki la catholique fête son cinquantenaire en 1939 pendant le Front populaire, s'affirmant comme une institution de la vie paloise.
Charles Lagarde, président de la Section Paloise, Georges Charaudeau, palois exilé en région parisienne et représentant l'ACBB, et André Daverat, président de l'Élan béarnais Orthez (football) assistent à cette fête.
De plus, Samuel de Lestapis et Auguste Champetier de Ribes assistent également à la célébration de ce cinquantenaire du patronage le plus en vue de la ville de Pau.
Enfin, François Hébrard, succédant à Paul Michaux à la tête de la Fédération gymnastique et sportive des patronages de France, salut officiellement la vitalité du patronage palois.
L'Association Bourbaki omnisports entretient alors une rivalité sportive avec la laïque société sportive omnisports de la Section Paloise jusqu'à la Seconde Guerre mondiale.
Le patronage est alors à son apogée sportive et culturelle, dans son œuvre de réaliser Mens sana in corpore sano.

### Seconde Guerre Mondiale
Le FA Bourbaki et la JAB de Pau alignent des équipes communes pendant la période trouble de la Seconde Guerre mondiale. En parallèle, la rumeur de la création d'une section Football au sein du club omnisports de la Section Paloise revient en force en 1947, en évoquant une alliance et/ou fusion avec les Kroumirs de l'Association Bourbaki, qui disputerait les parties au stade Bourbaki.

### Libération et perte de vitesse des patros

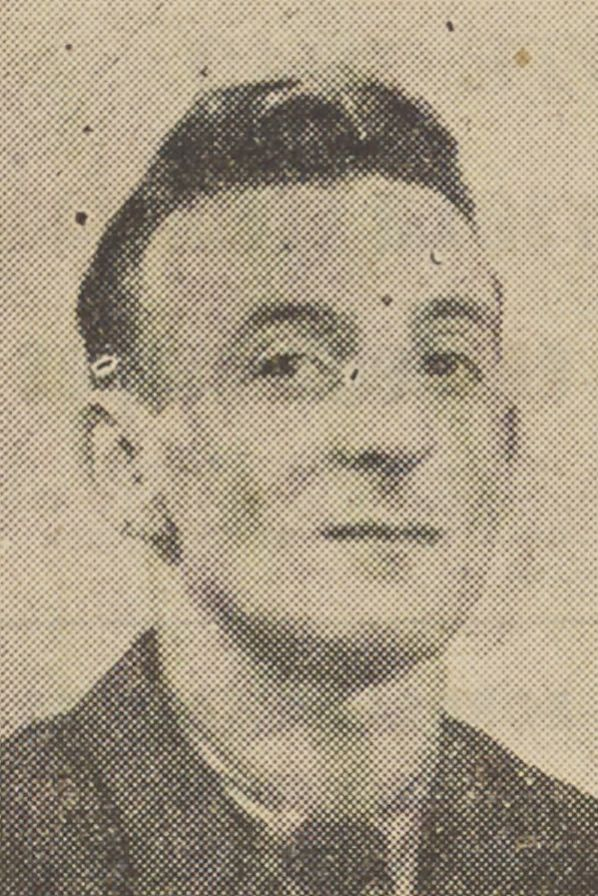
Morin, capitaine de Bourbaki en 1948

À la Libération, Bourbaki, place forte historique du football béarnais, confirme en accédant à la Division d'Honneur de la Ligue du Sud-Ouest en 1948. La Division d'Honneur constitua alors le plus haut niveau du football amateur en France de 1931 à 1948.

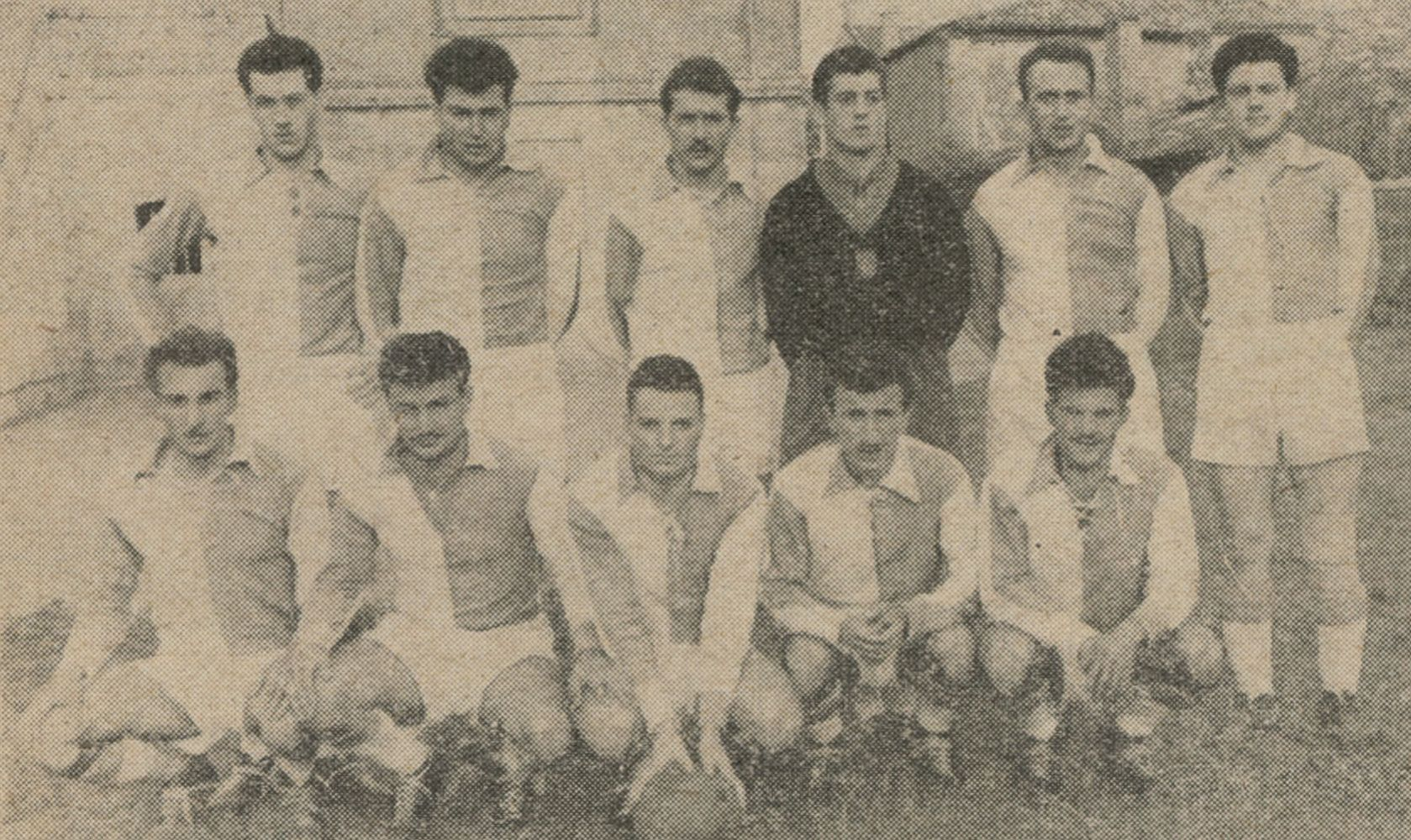
Bourbaki: Vignal, Labadie, Tornes-Pees, Fouchet, Begorre, Imirizaldu, Mengocci, Biancini, Pintat, Navarre, La Roquette.

Toujours en 1948, après avoir échoué à créer une équipe de rugby à XIII et assisté à la création de Pau XIII 10 ans plus tôt, Bourbaki signe un partenariat d'amitié avec son rival historique de la Section Paloise, afin de pouvoir disputer certains de ses matches à la Croix du Prince, en lever de rideau des rencontres de rugby à XV.
Au début des années 50, Bourbaki bénéficie des conseils de l'ancien international Robert Dauphin, qui se concentre sur la formation des jeunes joueurs. La rivalité sportive avec la Section Paloise s'estompe peu à peu.
Le FA Bourbaki remonte en Division d'Honneur en 1952, qui est alors l'équivalent de la quatrième division nationale et le deuxième niveau amateur à la suite de la création d'une division Nationale du Championnat de France amateurs. Toutefois, la vénérable institution paloise doit désormais faire face à une concurrence accrue au niveau local, en plus de celle de l'Élan béarnais Orthez. En effet, un jeune patro ambitieux gravit les échelons de la Ligue du Sud-Ouest à toute vitesse: les Bleuets.
Bourbaki continue sa politique d'organisation de match exhibition face à des formations plus huppées, afin de faire connaitre davantage le sport de football en Béarn. Ainsi, un contrat est signé avec le C.D. Moncada de Barcelone pour l'organisation d'un match le 19 janvier 1953 au Stade Bourbaki. Le gardien de but Julien Darui, 25 sélections en équipe de France et considéré comme le meilleur gardien de l'époque est enrôlé le temps d'un match. Finalement, un contretemps oblige le CD Moncada (ca) à repousser sa venue, et c'est l'Association sportive de Béziers, évoluant en Championnat de France de football de deuxième division 1952-1953 qui les remplace au pied levé. Finalement, le match face au CD Moncada est disputé, et Bourbaki dispose d'un renfort supplémentaire en la personne de Robert Skander.

### Apparition du FC Pau
Les Bleuets de Notre Dame prennent l'ascendant et ravissent définitivement la couronne de club phare du Béarn au doyen des patros, en accédant à la Division Nationale et au CFA. Lorsque les Bleuets deviennent ensuite le FC Pau en 1959, et qu'un appel est lancé à toutes les forces vives du football béarnais, le vieux FA Bourbaki continue sa route de manière indépendante.
La relation avec le nouveau rival est néanmoins cordiale, puisque la direction du FA Bourbaki a accepté de prêter son stade à de nombreuses reprises au FC Pau dans les années 1960 et 1970. Les Kroumirs de Bourbaki ont affronté le Pau FC à de nombreuses reprises en Championnat & Coupe de France.
En 1960, l'ancien gardien de but international (17 sélections) René Vignal revend son bar de Béziers et s'installe à Pau. Ne parvenant pas à racheter un nouveau commerce à Pau, Vignal est sur le point de prendre les rênes du FA Bourbaki. Mais la Fédération française de football lui refuse la dérogation indispensable pour exercer la fonction d'entraîneur, réservée aux candidats de plus de 35 ans. À la suite de cet épisode, Vignal coupe alors les ponts avec le football et bascule dans le banditisme.
Durant cette même année 1960, Roger Lisarrague quitte Les Kroumirs pour rejoindre les rivaux du FC Pau. Il rejoint ensuite les Girondins de Bordeaux en même temps que son coéquipier André Altuzarra.

### Époque moderne, un lent déclin
Dans les années 1970, le club multisports se meurt lentement: seules survivent les sections gymnastique et football.
Symbole du déclin du club, Bourbaki fusionnent avec les rivaux des Bleuets dans l'espoir de concurrencer le Pau FC. Ainsi, de 1969 à 1972, Bourbaki et les Bleuets, le grand rival des années 1950, les deux clubs unissent leurs efforts, avec René Lanusse en entraineur. Cette fusion, censée permettre de reprendre l'ascendant sur la nouvelle entité dominante du football palois et béarnais, fera long feu, et les deux clubs reprendront leurs existences propres dans les ligues régionales du Sud-Ouest.
Le club est désormais dans une phase de déclin, ayant perdu au fil des années de nombreuses sections. La section football, quant à elle, ne figure désormais même plus dans l'élite régionale.
Julien Cardy a été formé au FA Bourbaki avant de partir pour Nantes.
Les liens avec le patronage se sont distendus, et le club est désormais un club de football et continue son travail de formation.
Après avoir évolué en élite régionale jusqu'à la fin des années 2010, le club chute en D1 départementale, et se retrouve ainsi dans des divisions plus basses que ses rivaux historiques des Bleuets de Notre-Dame, de l'Union jurançonnaise et de l'Élan béarnais Orthez,,.

## Surnom
Le surnom des joueurs de Bourbaki est « Les Kroumirs » depuis les débuts du patronage.
Le surnom de « Kroumirs » fut donné aux jeunes du patronage en souvenir du nom des tribus tunisiennes que le général palois Charles Denis Bourbaki avait « pacifiées » en 1881. Les débuts modestes sans infrastructures dédiées ou la présence d'enfants turbulents sont généralement les raisons avancées pour expliquer l'adoption du surnom Kroumirs, du nom de la féroce tribu nomade combattue lors de la conquête de la Tunisie.
Le patronage sera nommé officiellement « Association Bourbaki » en 1903, après l’autorisation accordée par la veuve du général.

## Sections
- Gymnastique[116]
- Athlétisme
- Football : Football-Association Bourbaki, longtemps le club phare du football palois et béarnais.
- Basket-Ball : les féminines sont finalistes du championnat de France de Basket-ball et patronages en1984-1985.
- Tir
- Rugby à XIII
- Natation

## Galerie
| Images externes |                                                                           |
|                 | Équipe de Bourbaki (2) (1919-20) (consultation sur archives.agglo-pau.fr) |
|                 | Équipe de Bourbaki (1) (1919-20) (consultation sur archives.agglo-pau.fr) |

## Infrastructures

### Champ Coudères
En 1896, le directeur du patronage Saint-Jacques obtient l'autorisation du comité du cercle catholique, alors établi rue de Ségure, pour permettre aux jeunes du patronage de jouer au Terrain Coudères. À l'époque, ce terrain se trouve en périphérie de la ville, en dehors du tissu urbain.
Depuis cette date, le sport est régulièrement pratiqué sur le champ Coudères. Bien que les activités sportives se déroulent sur ce terrain, le siège de la société sportive est situé au 8 rue Bourbaki. C'est ainsi que le patronage prend indirectement le nom de Charles Denis Bourbaki.
La pratique du football débute en 1904, initiée par un ancien joueur des « Coq rouge » de Bordeaux.

### Stade Bourbaki
Le Stade Bourbaki est inauguré le 28 octobre 1917  lors d'une rencontre entre le FA Bourbaki et le Club Olympique Tarbais. Situé sur l'ancien champ Ladeveze, au nord de la ville de Pau, il devient peu à peu un élément intégré au tissu urbain, à proximité des quartiers Saragosse et Fouchet.
À la fin des années 1920, les conditions de location et de vente du terrain à l'association Bourbaki suscitent la controverse dans le cadre des démarches de la ville de Pau pour établir un Parc des Sports. En 1923, le patronage devient propriétaire définitif de l'ancien champ Ladeveze.
L'inauguration officielle du Stade Bourbaki a lieu le 8 juillet 1924. Conçues par les architectes Kruydt, Morin et Cangrand, les tribunes offrent une capacité de 600 places assises et couvertes. À proximité de l'Université de Pau et des pays de l'Adour, le stade comprend à son inauguration un terrain de football, deux courts de tennis, une piste d'athlétisme et un stand de tir à l'arc.
Dans les années 1930, le stade devient le lieu des matches de Pau XIII et de Côte basque XIII,, offrant une capacité de 1 600 places assises. Desservi par la ligne 2 du tramway de Pau. en 1931, il est choisi en 1934 pour une tournée promotionnelle d'une équipe de Rugby à XIII du Yorkshire en France, face aux Galia's Boys. Malgré des aménagements portant la capacité à 2 000 places assises, le stade est parfois insuffisant pour contenir l'affluence de curieux,. Les Pionniers du rugby à XIII français s'inclinent néanmoins sur le score de 65 à 29.
En 1954, le stade Bourbaki accueille un 32e de finale de la Coupe de France entre le Stade Montois et le Toulouse FC.
Dans les années 1960, le FA Bourbaki perd son statut de club phare de la ville au profit des Bleuets, devenus le FC Pau, bien que le club consente à partager ses installations sportives avec ce dernier.
En 2011, la tribune du stade est baptisée du nom d'Henri Monségur, joueur puis dirigeant, qui a rejoint le club en 1928

### Arènes de la Croix du Prince

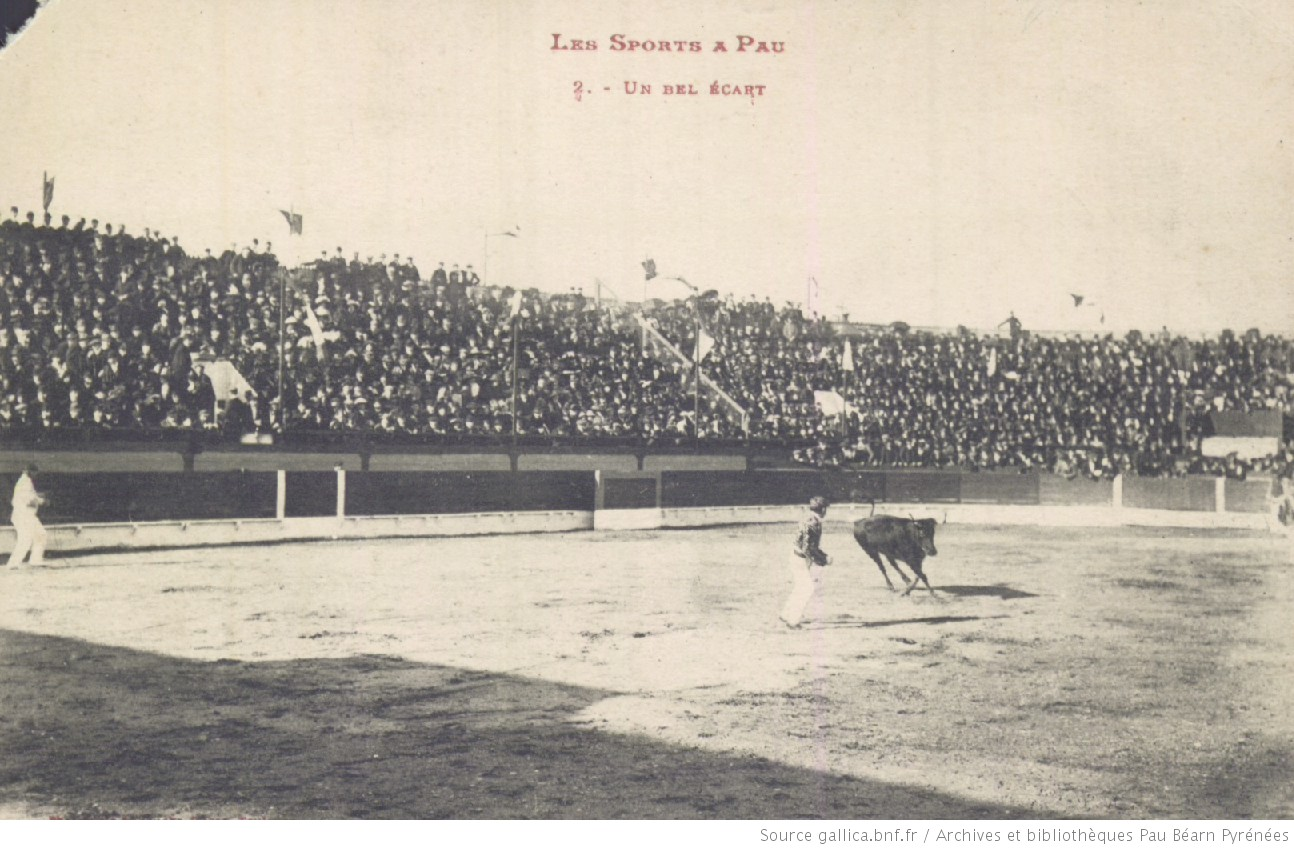
Arènes de la Croix du Prince

La section gymnastique a souvent évolué aux Arènes de la Croix du Prince,.

## Anciens membres
- Roger Lissarrague
- Julien Cardy
- Robert Dauphin
- Jean-François Larios
- Vincent Laban
- Lola Meriz
- Julien Darui
- Robert Skander
- Patrick Sanz